# Rainer
Rainer ist ein männlicher Vorname.

## Bedeutung
Der Name Rainer wird gedeutet als „(göttlicher) Rat der Heerscharen“, „Heeresberater“ oder „Volksberater“
Herkunft aus dem Althochdeutschen (ragin=der Rat, der Beschluss; heri=das Heer, der Krieger); vergleiche auch Regina, Regierung.

## Verbreitung
Anfang des 20. Jahrhunderts war der Name Rainer in Deutschland kaum bekannt. Seine Beliebtheit stieg Ende der zwanziger Jahre und erlebte gegen Ende der Dreißiger einen weiteren Schub. In den vierziger und fünfziger Jahren war der Name einige Male unter den zehn meistvergebenen Jungennamen. Danach ging seine Verbreitung zunächst etwas, in den achtziger Jahren stark zurück. Von 2010 bis 2021 wurde er etwa 60 Mal vergeben. Rainer gehörte in Österreich von 1984 bis Mitte der 1990er Jahre zu den beliebten Namen, seitdem ist seine Vergabe rückläufig. In der Schweiz zählte der Name von 1930 bis 1938 zu den populären Jungennamen. Zwischen den 1950er und 1970er Jahren war er mäßig beliebt, danach ließ seine Popularität nach.
Der Name kommt in den skandinavischen Ländern Dänemark und Norwegen recht selten vor, dahingegen ist er in Schweden beliebter.
In Frankreich und Tschechien wurde der Name in den 1940er Jahren kurzzeitig vergeben.
Außerdem ist seine Vergabe in England, Schottland und Kanada nachgewiesen. In den USA wird Rainer seit Mitte der 1950er Jahre fast alljährlich vergeben, seit Ende der 1980er Jahre sinkt jedoch seine Beliebtheit. Zwischen 1930 und 2022 wurde der Name circa 1200 Mal bei der Vergabe berücksichtigt.

## Familienname
Rainer als Familienname ist vor allem in Westösterreich und Bayern verbreitet. Es handelt sich dabei um einen der im bairischen Sprachraum weit verbreiteten Wohnstättennamen, der sich von dem Wort Rain (wie in Feldrain oder Anrainer) ableitet, also etymologisch einen ganz anderen Ursprung als der Vorname hat.

## Varianten
- deutsch: Rainer, Reiner, Reinher
- estnisch: Rauno
- finnisch: Raino, Rauno
- französisch: Rainier, Renier, Rénier
- italienisch: Rainieri, Ranieri, Raniero
- lateinisch: Raginherus, Reginherus, Reinerus, Reynerus
- polnisch: Rajner[8]
- norwegisch: Ragnar
- portugiesisch: Rainério
- schwedisch: Ragnar, Rainer
- spanisch: Raniero, Rainiero,
- niederländisch: Reinier, Reynier

Kurzformen
- Raik, Reik

## Namenstage
- 4. Februar: Rainer (Rabanus Maurus)
- 11. April: Reiner von Osnabrück
- 17. Juni: Raniero da Pisa
- 23. Juli: Sel. Rainer
- 4. August: Rainer von Spalato
- 3. November: Rainer da Borgo

## Namensträger

### Personen mit Vornamen Rainer
- Rainer (1084–≈1136), Markgraf von Montferrat
- Rainer von Pisa (≈1116–1160), Heiliger
- Rainer (vor 1125 – nach 1160), Konstabler der Grafschaft Tripolis
- Rainer von Spalato († 1180), Heiliger

- Rainer Adrion (* 1953), deutscher Fußballspieler und -trainer
- Rainer Barzel (1924–2006), deutscher Politiker (CDU)
- Rainer Basedow (1938–2022), deutscher Schauspieler und Kabarettist
- Rainer Bielfeldt (* 1964), deutscher Sänger und Komponist
- Rainer Bonhof (* 1952), deutscher Fußballspieler
- Rainer Brambach (1917–1983), Schweizer Dichter
- Rainer Brandt (1936–2024), deutscher Synchronautor und Schauspieler
- Rainer Brüderle (* 1945), deutscher Politiker
- Rainer Castor (1961–2015), deutscher Science-Fiction-Autor
- Rainer Conrad (1940–2013), deutscher Jurist
- Rainer Crummenerl (* 1972), deutscher Schriftsteller und Journalist
- Rainer Dörrzapf (* 1950), deutscher Gewichtheber
- Rainer Erler (1933–2023), deutscher Drehbuchautor und Regisseur
- Rainer Werner Fassbinder (1945–1982), deutscher Regisseur
- Rainer Fetting (* 1949), deutscher Maler
- Rainer Forst (* 1964), deutscher Philosoph
- Rainer Frank (* 1938), deutscher Rechtswissenschaftler und Hochschullehrer
- Rainer Frank (* 1965), deutscher Schauspieler
- Rainer Gassner (* 1958), liechtensteinischer Rennrodler
- Rainer Grießhammer (* 1953), deutscher Umweltschützer
- Rainer Hachfeld (1939–2024), deutscher politischer Karikaturist und Bühnenautor
- Rainer Henkel (* 1964), deutscher Schwimmer
- Rainer Holbe (1940–2025), deutscher Journalist, Autor sowie Fernseh- und Hörfunkmoderator
- Rainer Holzschuh (1944–2021), deutscher Sportjournalist, Chefredakteur des Sportmagazins Kicker
- Rainer Hunold (* 1949), deutscher Schauspieler
- Rainer Keller (1965–2022), deutscher Politiker (SPD), MdB
- Rainer Kempe (* 1989), deutscher Pokerspieler
- Rainer Kirsch (1934–2015), deutscher Schriftsteller und Lyriker
- Rainer Kraft (* 1962), deutscher Fußballtrainer
- Rainer Kraft (* 1974), deutscher Chemiker und Politiker (AfD)
- Rainer Kühl (* 1956), deutscher Agrarwissenschaftler und Hochschullehrer
- Rainer Laufs (1939–2012), deutscher Mikrobiologe und Hochschullehrer
- Rainer Leng (* 1966), deutscher Mittelalterhistoriker
- Rainer Leschke (* 1956), deutscher Medienwissenschaftler
- Rainer März (* 1950), deutscher Kameramann, Regisseur, Autor und Produzent
- Rainer Nitschke (* 1947), deutscher Moderator
- Rainer Offergeld (* 1937), deutscher Politiker (SPD)
- Rainer Potschak (* 1950), deutscher Fußballspieler
- Rainer Rabenstein (1927–2018), deutscher Pädagoge und Hochschullehrer
- Rainer Maria Rilke (1875–1926), österreichischer Autor und Dichter
- Rainer Sass (* 1954), deutscher Moderator und Fernsehkoch
- Rainer Schwarz (1940–2020), deutscher Sinologe und Übersetzer
- Rainer Schwarz (* 1941), deutscher Physiker, Wirtschaftswissenschaftler und Philosoph
- Rainer Schwarz (1952–2013), deutscher Regisseur
- Rainer Schwarz (* 1956), deutscher Flughafenmanager
- Rainer Spenger (* 1970), österreichischer Politiker (SPÖ)
- Rainer Thiel (* 1949), deutscher Fußballspieler
- Rainer Thiel (* 1951), deutscher Politiker (SPD)
- Rainer Thiel (* 1962), deutscher Klassischer Philologe
- Rainer Ulrich (1949–2023), deutscher Fußballtrainer und Fußballspieler
- Rainer von Vielen (* 1977), deutscher Musiker und Sänger
- Rainer Zitelmann (* 1957), deutscher Publizist

### A
- Adam Rainer (1899–1950), einziger Mensch in der Geschichte, der nachweislich als Zwerg und Riese bezeichnet wurde
- Alfred Rainer (Politiker) (1921–1966), österreichischer Politiker (ÖVP)
- Alfred Rainer (Nordischer Kombinierer) (1987–2008), österreichischer Nordischer Kombinierer
- Alois Rainer (Politiker, 1921) (1921–2002), deutscher Politiker (CSU)
- Alois Rainer (Politiker, 1965) (* 1965), deutscher Politiker (CSU)
- Alois Rainer (Fußballspieler) (* 1966), österreichischer Fußballspieler
- Andreas Rainer (* 1965), österreichischer Musiker, Komponist und Produzent
- Angelika Rainer (Schriftstellerin) (* 1971), österreichische Schriftstellerin und Harfenistin
- Angelika Rainer (Kletterin) (* 1986), italienische Kletterin und Eiskletterin
- Arnulf Rainer (* 1929), österreichischer Maler

### B
- Bernhard Rainer (1824–1876), österreichischer Prior und Politiker des Abgeordnetenhauses

### C
- Carlos Rainer (1911–1965), argentinischer Tangosänger und -gitarrist, siehe Roberto Quiroga
- Christian Rainer (* 1961), österreichischer Journalist
- Christina Rainer (* 1969), österreichische Schauspielerin
- Christoph Rainer (* 1974), deutscher Koch
- Christoph Rainer (Filmregisseur) (* 1985), österreichischer Filmemacher und Drehbuchautor
- Cornelia Rainer (* 1982), österreichische Theaterregisseurin und Autorin

### D
- Dachine Rainer (1921–2000), britischer Poet

### E
- Eduard Rainer (1909–1936), österreichisch-deutscher Bergsteiger
- Ernst Rainer (* 1969), österreichischer Ingenieur und Architekt

### F
- Friedrich Rainer (1903–1947), österreichischer Politiker (NSDAP)
- Fritz Rainer (* vor 1967), österreichischer Musiker, Komponist und Arrangeur

### G
- Gerhard Rainer (* 1961), österreichischer Bobfahrer und -trainer
- Gregor Rainer († 1522), Reichsprälat und Stiftspropst des Klosterstifts Berchtesgaden und damit Regent über das Berchtesgadener Land
- Günter Rainer (* 1941), deutscher Schauspieler, Regisseur und Hörspielsprecher

### H
- Hans Rainer-Wenky (1906–1987), österreichischer Schauspieler
- Helmut Rainer (* 1953), österreichischer Graphiker
- Hermann Rainer (1896–1983), österreichischer Politiker (ÖVP)

### J
- Johann Rainer (Industrieller) (1782–1859), österreichischer Bleiindustrieller mit Werken in Kärnten
- Johann Rainer (Politiker) (1892–1974), österreichischer Politiker (CSP/ÖVP), Salzburger Landtagsabgeordneter
- Johann Rainer (Historiker) (1923–2015), österreichischer Historiker und Hochschullehrer
- Johannes Michael Rainer (* 1956), österreichischer Rechtswissenschaftler

- Josef Rainer (Priester) (1845–1927), österreichisch-US-amerikanischer apostolischer Protonotarius und Generalvikar der Erzdiözese Milwaukee
- Josef Rainer (Politiker, 1861) (1861–1941), österreichischer Politiker (CSP), Salzburger Landtagsabgeordneter
- Josef Rainer (Politiker, 1881) (1881–1962), österreichischer Politiker, Steirischer Landtagsabgeordneter
- Josef Rainer von Harbach (1804–1870), österreichischer Gutsbesitzer und Komponist

### K
- Karl Rainer (1901–1987), österreichischer Fußballspieler
- Karl Rainer (Maler) (1910–1999), deutscher Maler, Industriegrafiker und Kunsterzieher
- Karl Rainer (Politiker) (1936–2022), österreichischer Gewerkschafter und Politiker

### L
- Leon Rainer (* 1942), deutscher Synchronsprecher
- Leonie Rainer (* 1989), deutsche Schauspielerin
- Louis Rainer (1885–1963), österreichisch-italienisch-deutscher Schauspieler
- Luise Rainer (1910–2014), deutsche Schauspielerin

### M
- Maren Rainer (* 1983), deutsche Synchronsprecherin
- Margrit Rainer (1914–1982), Schweizer Schauspielerin
- Marc-Luis Rainer (* 1999), österreichischer Nordischer Kombinierer
- Maria-Luise Rainer (* 1959), italienische Rodlerin
- Martin Rainer (Bildhauer) (1923–2012), italienischer Bildhauer
- Martin Rainer (Fußballspieler) (* 1977), österreichischer Fußballspieler
- Matthias Rainer (* 1983), italienischer Naturbahnrodler

### N
- Niklas Rainer (* 1983), schwedischer Skirennläufer

### P
- Paul Naredi-Rainer (* 1950), österreichischer Architektur- und Kunsthistoriker
- Peter Rainer (Filmkritiker) (* 1951), Filmkritiker und Drehbuchautor
- Peter Rainer (Violinist) (* 1970), deutscher Violinist
- Peter Paul Rainer (Dichter) (auch Paul Rainer; 1885–1938), österreichischer Dichter und Schriftsteller
- Peter Paul Rainer (Politiker) (* 1967), italienischer Politiker

### R
- Reinhold Rainer (* 1973), italienischer Rennrodler
- Roland Rainer (1910–2004), österreichischer Architekt

### S
- Simon Rainer (1862–1916), österreichischer Gutsbesitzer und Politiker
- Sonik Rainer (1897–1981), österreichische Schauspielerin und Synchronsprecherin
- Stefan Rainer (* 1999), österreichischer Skispringer
- Susanne Wasum-Rainer (* 1956), deutsche Diplomatin

### T
- Thomas Rainer (Gartenarchitekt), US-amerikanischer Gartenarchitekt und Autor
- Thomas Rainer (Kunsthistoriker) (* 1973), österreichischer Kunsthistoriker und Publizist
- Thomas Rainer (Musiker) (* 1979), österreichischer Musiker

### V
- Victor Rainer-Harbach, auch Viktor Ritter von Rainer zu Harbach (1829–1903), österreichischer Politiker des Abgeordnetenhauses
- Virgil Rainer (1871–1948), österreichischer Bildhauer

### W
- Wali Rainer (* 1977), US-amerikanischer  American-Football-Spieler
- Wolfgang Rainer (* 1959), österreichischer Politiker (SPÖ), Salzburger Landtagsabgeordneter

### Y
- Yvonne Rainer (* 1934), US-amerikanische Choreografin und Filmemacherin